# De dirigent (1980)
De dirigent (Pools: Dyrygent) is een Poolse dramafilm uit 1980 onder regie van Andrzej Wajda.

## Verhaal
Een Poolse violiste leert op tournee in de Verenigde Staten een wereldberoemde dirigent kennen. Die dirigent blijkt vroeger verliefd te zijn geweest op haar moeder. Hij keert terug naar Polen om haar orkest te dirigeren en zijn romance opnieuw aan te vatten, ditmaal echter met de dochter in plaats van de moeder.

## Rolverdeling
| Acteur             | Personage        |
| ------------------ | ---------------- |
| John Gielgud       | John Lasocki     |
| Krystyna Janda     | Marta            |
| Andrzej Seweryn    | Adam Pietryk     |
| Jan Ciecierski     | Vader van Marta  |
| Maria Seweryn      | Marysia          |
| Józef Fryzlewicz   | Governeur        |
| Janusz Gajos       | Functionaris     |
| Mary Ann Krasinski | Vriend van Marta |
| Anna Lopatowska    | Anna             |
| Mavis Walker       | Lilian           |
| Tadeusz Czechowski | Tadzio           |
| Marek Dabrowski    | Functionaris     |
| Stanislaw Górka    | Bassist          |